# قشلاق خیاللو
قشلاق خیاللو یکی از روستاهای استان آذربایجان شرقی است که در دهستان نقدوز بخش فندقلو شهرستان اهر واقع شده‌است.این روستا ۴۴ نفر جمعیت دارد.